# OpenBSD Foundation
OpenBSD Foundation (オープンビーエスディー・ファウンデーション、OpenBSD財団) は、OpenBSDプロジェクトによって2007年7月25日に設立されたカナダの非営利団体である。OpenBSDプロジェクトに寄付や支援をする場合に法人を必要とする組織や人物のための窓口として機能する。また、OpenBSDと関連プロジェクトに対する法的保護も行っている。

## 関連プロジェクト[4]
- OpenBSD
- OpenSSH
- OpenBGPD（英語版）
- OpenNTPD
- OpenSMTPD（英語版）
- LibreSSL
- mandoc（英語版）